# Al Shabab Al Arabi Club 1999-2000
Questa voce raccoglie le informazioni riguardanti l'Al Shabab Al Arabi Club nelle competizioni ufficiali della stagione 1999-2000.

## Stagione
Nella stagione 1999-2000 l'Al Shabab ha raggiunto le finali della Coppa del Presidente e un ottavo posto nella UAE Football Leaguementre in UAE FA Cup la squadra arriva in semi-finale.

### Risultati stagione
- UAE Football League:8º posto
- Coppa del Presidente: finale
- UAE FA Cup: semi-finale

## Rosa
| N. |                                | Ruolo | Calciatore          |
| -- | ------------------------------ | ----- | ------------------- |
| 12 | Emirati Arabi Uniti (bandiera) | C     | Salem Al-Abadla     |
| 5  | Ghana (bandiera)               | C     | Baba Adamu          |
| 99 | Emirati Arabi Uniti (bandiera) | A     | Saad Bakhit Mubarak |
| 18 | Emirati Arabi Uniti (bandiera) | P     | Juma Al-Holi        |

| N. |                                | Ruolo | Calciatore   |
| -- | ------------------------------ | ----- | ------------ |
| 4  | Emirati Arabi Uniti (bandiera) | D     | Essa Sangoor |
| 10 | Brasile (bandiera)             | A     | Denilson     |
| 19 | Emirati Arabi Uniti (bandiera) | C     | Yousef Azair |
| 23 | Emirati Arabi Uniti (bandiera) | A     | Khamees Saad |

- Allenatore: Rinus Israël